# Сеоци (Вареш)
Сеоци су насељено мјесто у општини Вареш, Босна и Херцеговина.

## Становништво
|             | 2013.      | 1991.        |
| Укупно      | 0 (0,000%) | 96 (100,0%)  |
| Бошњаци     | 0 (0,000%) | 90 (93,75%)1 |
| Срби        | 0 (0,000%) | 0 (0,000%)   |
| Хрвати      | 0 (0,000%) | 0 (0,000%)   |
| Југословени | 0 (0,000%) | 6 (6,250%)   |

1. 1 На пописима од 1971. до 1991. Бошњаци су пописивани углавном као Муслимани.